# اسپرینگفیلد، نیوجرسی
اسپرینگفیلد (به انگلیسی: Springfield) شهری در ایالت نیوجرسی کشور ایالات متحده آمریکا است که جمعیت آن در سرشماری سال ۲۰۱۰ میلادی، ۱۵٬۸۱۷ نفر بوده‌است.